# Saguache
Saguache är administrativ huvudort i Saguache County i Colorado. Enligt 2020 års folkräkning hade Saguache 539 invånare.